# Kostiantyna Małyćka
Kostiantyna Iwaniwna Małyćka (ps. Wira Lebedowa, Czajka Dnistrowa; ur. 30 maja 1872 w Kropywnyku, zm. 17 września 1947 we Lwowie) – ukraińska poetka, pisarka, tłumaczka, redaktorka, nauczycielka, działaczka kulturalno-oświatowa

## Życiorys
Ukończyła seminarium nauczycielskie we Lwowie. Uczyła w szkołach ludowych w Galicji, Łużanach na Bukowinie oraz w szkole ludowej Ukraińskiego Towarzystwa Pedagogicznego. W miejscach swojej pracy zakładała chóry i czytelnie „Proswity” (od 1925 członkini honorowa). Była współzałożycielką i sekretarzem jednego z wydziałów Wspólnoty Kobiet Bukowiny. Działała w towarzystwie „Ridna szkoła” (od 1937 członkini honorowa) oraz Krajowym Towarzystwie Ochrony Dzieci i Opieki nad Młodzieżą. W 1912 wraz z Marią Biłećką założyła wspierający Ukraińskich Strzelców Siczowych fundusz "Na potrzeby Ukrainy". W 1915 został wywieziona przez Rosjan do Pinczugi nad Angarą. Od 1917 uczyła w ukraińskiej szkole imienia Kotlarewskiego w Krasnojarsku. W 1920 wróciła do Lwowa i podjęła pracę w szkole imienia Szewczenki. W latach 1923–24 była prezeską Związku Ukrainek we Lwowie. Po rozwiązaniu tej organizacji przez władze polskie w 1938 tworzyła Drużyny Księżnej Olgi. Była redaktorką pisma dla dzieci i młodzieży Dzwinok, współpracowała też w dziedzinie publicystyki pedagogicznej i społecznej m.in. z Mołodą Ukrainą, Switem dytyny i Zorią, almanachami Nowa chata, Uczitel, Żynocza dola, satyrycznym pismem Komar. Od lata do września 1941 kierowała założonym przez siebie stowarzyszeniem Kobieca Służba Ukrainy. W 1944 została starszą bibliotekarką w Bibliotece Naukowej imienia Wasyla Stefanyka. Jest pochowana na Cmentarzu Łyczakowskim we Lwowie.

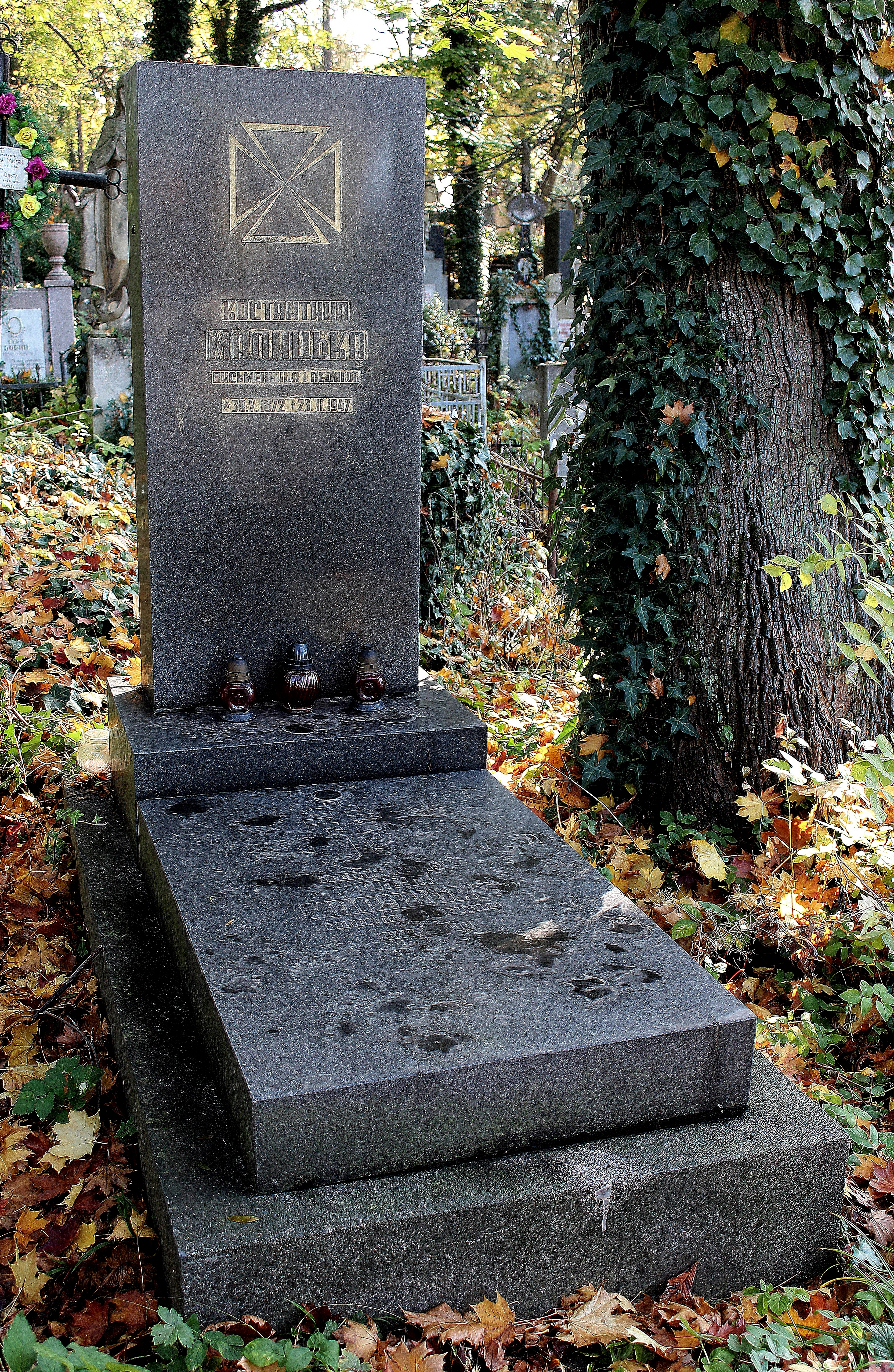
Grób Kostiantyny Małyćkoj na Cmentarzu Łyczakowskim we Lwowie

Była autorką wielu wierszy, opowiadań i sztuk dla dzieci, m.in. opowiadań Mali heroi (Lwów 1899), Z trahedij ditoczych dusz (ukazały się w piśmie Promiń w 1905) i zbioru legend biblijnych Harfa Leili (wydany w Toronto w 1953), oraz pieśni siczowych (Czom, czom, czom, zemle moja do muzyki Denisa Siczynskiego, Sicz w pochodi, Wrohu prapor!, W Sicz stawaj!). Tłumaczyła dzieła Daniela Defoe, Selmy Lagerlöf, Aleksandra Puszkina i Michaiła Lermontowa.
Od 2002 jest patronką nagrody dla nauczycieli, której patronują rada miejska i rejonowa w Kałuszu.